# Craighouse Parish Church

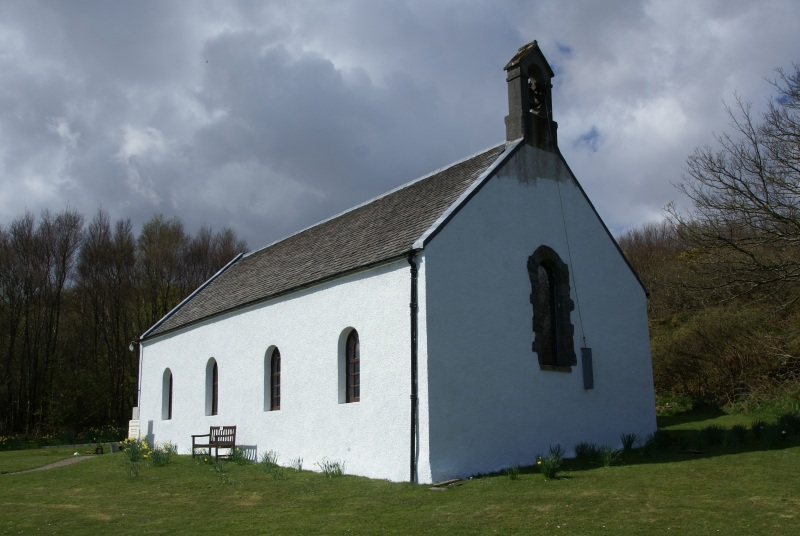
Craighouse Parish Church.

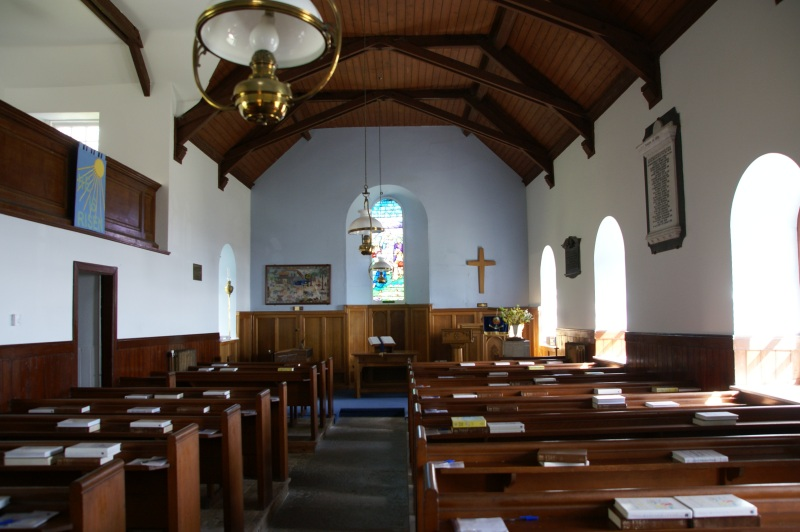
Interieur.

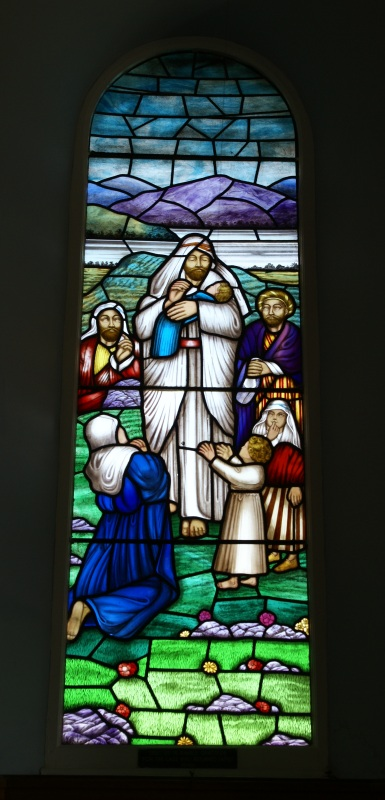
Gebrandschilderd raam uit 1946: Jezus omringd door kinderen.

Craighouse Parish Church, ook Jura Parish Church en Jura Kirk genoemd, is een achttiende-eeuwse parochiekerk, gelegen in Craighouse op het eiland Jura in de Schotse regio Argyll and Bute.

## Geschiedenis
De Craighouse Parish Church werd vanaf 1766 gebouwd en kwam in 1777 gereed. Deze kerk verving een oudere kerk in het nabijgelegen Keils. De daar gelegen begraafplaats, bekend onder de naam Kilearnadil, bleef wel in gebruik. Uit geschriften uit 1808 blijkt dat de kerk leed aan achterstallig onderhoud; zo was het glas in alle negen ramen stuk.
In 1842 werd de kerk uitgebreid aan de noordwestelijke zijde door Colin Campbell van Jura. Het interieur werd hierbij aangepast. Ook werd er een klokkentoren op de noordoostelijke gevel toegevoegd. In 1922 werd de kerk gerenoveerd, waarbij aan de zuidwestelijke zijde een toegangsportaal werd aangebouwd.
Sinds 1971 is de Craighouse Parish Church aangewezen als Categorie B-monument.

## Bouw
Craighouse Parish Church heeft een T-vormige plattegrond waarbij de lengteas van het langste rechthoekige blok noordoost-zuidwest loopt. Het koor bevindt zich aan de zuidwestelijke zijde. Het gebouw wordt verlicht middels een aantal ramen met een gebogen bovenzijde. Van de vier ramen in de oostmuur was de tweede van links oorspronkelijk de ingang van de kerk. De noordoostelijke gevel draagt een kleine klokkentoren.
Aan de noordwestelijke zijde bevindt zich een vleugel van twee verdiepingen. De beganegrond is ingericht als sacristie. De eerste verdieping heeft een galerij die uitzicht heeft op het interieur van de kerk. Deze galerij kan worden bereikt via een stenen trap aan de buitenzijde van de aanbouw.
Een gebrandschilderd raam uit 1946 in het koor heeft een voorstelling van Jezus omringd door kinderen. In het toegangsportaal bevindt zich een gebrandschilderd raam met een voorstelling van Jezus die zijn handen zegenend opheft. In de noordoostelijke muur bevindt zich boven de ingang een rond gebrandschilderd raam uit 1954 met het wapen van de familie Campbell.

## Beheer
De Craighouse Parish Church wordt beheerd door de Church of Scotland.
In de ruimte achter de galerij bevindt zich een permanente fototentoonstelling over het oude Jura.